# 第4タイ・ラオス友好橋
第4タイ・ラオス友好橋 （だい4タイ・ラオスゆうこうばし、タイ語: สะพานมิตรภาพ ไทย-ลาว 4, ラーオ語: ຂົວມິດຕະພາບ ລາວ-ໄທ 4 ）はタイのチエンラーイ県チェンコンとラオスのボーケーオ県フアイサーイを結ぶ橋である。

## 概要
建設費は16億2400万バーツで、タイと中国が半分ずつ負担した。工事は中国の中鉄五局とタイのクルントン・エンジニアリングの共同事業体が担当した。 当初は2012年開通の予定だったが、工事が遅れ、2013年12月11日ブンニャン・ウォーラチット国家副主席（ラオス）、ソムサワート・レンサワット副首相（ラオス）、シリントーン王女（タイ）、インラック首相（タイ）が参列して開通した。
この橋は、アジアハイウェイ3号線の一部であり、完成すれば中国雲南省昆明からラオスを経由し、バンコクにつながる陸路による移動・輸送が可能になる。本友好橋の完成により、陸路で昆明からラオスを経てタイへ移動できるようになるため、2010年からスタートした中国アセアン自由貿易協定（CAFTA)を後押しするものとして期待されている。